# Mistrzostwa Czterech Kontynentów w Łyżwiarstwie Szybkim 2022
2. Mistrzostwa Czterech Kontynentów w Łyżwiarstwie Szybkim – zawody w łyżwiarstwie szybkim, które odbyły się w dniach 15–17 grudnia 2021 roku w kanadyjskim mieście Calgary w hali Olympic Oval. Rozegranych zostało po siedem konkurencji dla kobiet i mężczyzn.

## Klasyfikacja medalowa
| Pozycja | Reprezentacja     | Złoto | Srebro | Brąz | Razem |
| 1.      | Stany Zjednoczone | 5     | 3      | 3    | 11    |
| 2.      | Kanada            | 3     | 5      | 2    | 10    |
| 3.      | Kazachstan        | 3     | 2      | 2    | 7     |
| 4.      | Korea Południowa  | 2     | 3      | 4    | 9     |
| 5.      | Chińskie Tajpej   | 1     | 1      | 1    | 3     |
| 6.      | Argentyna         | 0     | 0      | 1    | 1     |

## Medale
| Konkurencja      | Złoto                                                               | Srebro                                                                | Brąz                                                               |
| Kobiety          |                                                                     |                                                                       |                                                                    |
| 500 metrów       | Jekatierina Ajdowa                                                  | Huang Yu-ting                                                         | Maria Victoria Rodriguez                                           |
| 1000 metrów      | Huang Yu-ting                                                       | Jekatierina Ajdowa                                                    | Kali Christ                                                        |
| 1500 metrów      | Kali Christ                                                         | Sarah Warren                                                          | Jamie Jurak                                                        |
| 3000 metrów      | Jamie Jurak                                                         | Laura Hall                                                            | Park Chae-won                                                      |
| Start masowy     | Park Chae-woh                                                       | Jamie Jurak                                                           | Dessie Weigel                                                      |
| Bieg drużynowy   | Stany Zjednoczone · Giorgia Birkeland · Jamie Jurak · Dessie Weigel | Kanada · Kali Christ · Laura Hall · Lindsey Kent                      | Korea Południowa · Kim Min-seo · Park Chae-eun · Park Chae-won     |
| Sprint drużynowy | Stany Zjednoczone · McKenzie Browne · Chrysta Rands · Sarah Warren  | Korea Południowa · Park Chae-eun · Lee Na-hyun · Kim Min-ji           | Kanada · Carolina Hiller · Lindsey Kent · Kali Christ              |
| Mężczyźni        |                                                                     |                                                                       |                                                                    |
| 500 metrów       | Austin Kleba                                                        | Cha Min-kyu                                                           | Jewgienij Koszkin                                                  |
| 1000 metrów      | Dienis Kuzin                                                        | Austin Kleba                                                          | Tai Wei-Lin                                                        |
| 1500 metrów      | Dmitrij Morozow                                                     | Ted-Jan Bloemen                                                       | Kim Min-seok                                                       |
| 5000 metrów      | Ted-Jan Bloemen                                                     | Kaleb Muller                                                          | Bakdaulet Sagatow                                                  |
| Start masowy     | Um Cheon-ho                                                         | Hayden Mayeur                                                         | Zach Stoppelmoor                                                   |
| Bieg drużynowy   | Kanada · Ted-Jan Bloemen · Hayden Mayeur · Kaleb Muller             | Kazachstan · Witalij Szczigolew · Demjan Gawriłow · Bakdaulet Sagatow | Korea Południowa · Chung Yang-hun · Park Seong-hyeon · Um Cheon-ho |
| Sprint drużynowy | Stany Zjednoczone · Brett Perry · Zach Stoppelmoor · Austin Kleba   | Korea Południowa · Cha Min-kyu · Jeong Seon-kyo · Park Seong-hyeon    | —                                                                  |